# Charles de La Cropte de Chanterac
Pour les articles homonymes, voir La Cropte (homonymie) et Chantérac.
Pour les autres membres de la famille, voir Maison de La Cropte.
Charles de La Cropte de Chanterac, né à Chanterac le 6 avril 1724 et mort en Espagne le 27 avril 1793, est un prélat français, dernier évêque d'Alet de 1763 à 1790.

## Biographie
Charles de La Cropte est issu de la même famille noble que la mère de Fénelon, Louise de La Cropte. Charles est le cinquième fils de Gabriel de La Cropte de Chantérac et de Françoise de Bourdeilles, Jean-François de La Cropte de Bourzac, évêque-comte de Noyon est son oncle et le nomme chanoine de son chapitre dès l'enfance. 
Il fait ses études à Paris au séminaire Saint-Sulpice à partir de 1742 puis à la Sorbonne où il obtient son doctorat de théologie. Après son ordination, il est rappelé par son oncle à Noyon pour devenir son vicaire-général. En 1754, il quitte Noyon pour être vicaire général du district de Moulins dans le diocèse d’Autun. Député de la province ecclésiastique à l'assemblée du clergé, le jeune prêtre devient aussi  le Superviseur général des Carmélites.
Alors, le cardinal de la Rochefoucauld lui offrit à vie le bénéfice d'une abbaye royale en Artois (revenu annuel évalué à 12 000 livres tournois).
Il est nommé évêque-comte d'Alet le 1er janvier 1763, confirmé le 16 mai et consacré le 19 juin par l'archevêque de Paris.
Durant son épiscopat, il se préoccupe des chemins de son diocèse, en particulier il aide financièrement au percement des gorges de la Pierre-Lys réalisé par Félix Armand. 
À la Révolution française, son siège épiscopal est supprimé par la Constitution civile du clergé, il émigre en Espagne le premier septembre 1792 et se retire en Catalogne dans la petite ville Sabadell où il meurt le 27 avril 1793.